# East India Squadron

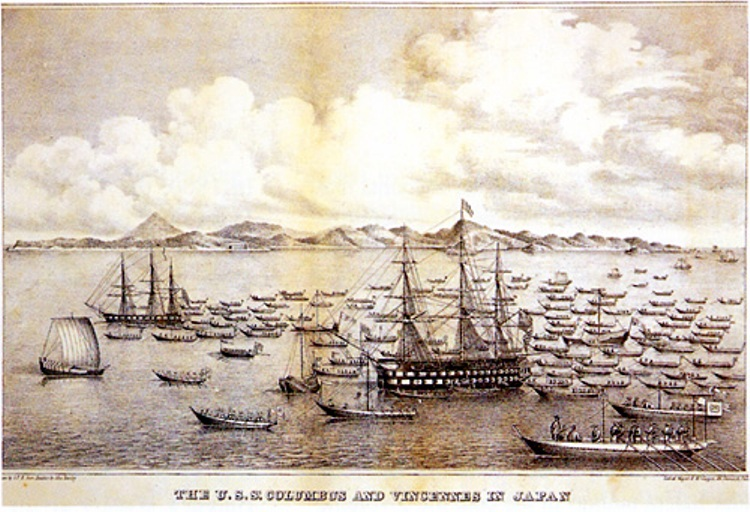
Zwei US-Schiffe in der Bucht von Tokio (1848)

Das East India Squadron (Ostindien-Geschwader) war ein Verband der amerikanischen Kriegsmarine von 1835 bis 1868.
Aus dem Geschwader entstand im Jahr 1868 das US-Asiengeschwader.